# Slivata, Montana
Slivata (în bulgară Сливата) este un sat în comuna Lom, regiunea Montana,  Bulgaria. 

## Demografie
Componența etnică a satului Slivata
     Bulgari (93,68%)
     Romi (4,36%)
     Nicio identificare (1,94%)
     Altele (0%)
La recensământul din 2011, populația satului Slivata era de 206 locuitori. Din punct de vedere etnic, majoritatea locuitorilor (93,68%) erau bulgari, cu o minoritate de romi (4,36%). Pentru 1,94% din locuitori nu este cunoscută apartenența etnică.